# Steindorf (Bawaria)
Steindorf – miejscowość i gmina w Niemczech, w kraju związkowym Bawaria, w rejencji Szwabia, w regionie Augsburg, w powiecie Aichach-Friedberg, wchodzi w skład wspólnoty administracyjnej Mering. Leży około 27 km na południe od Aichach, nad rzeką Paar.

## Polityka
Wójtem gminy jest Paul Wecker, rada gminy składa się z 8 osób.
|      | WG Steindorf, Hausen, Eresried | FWG Hofhegnenberg | Razem |
| 2008 | 5                              | 3                 | 8     |
| 2002 | 5                              | 3                 | 8     |